# حمام مردانه بازار اردکان
حمام مردانه بازار اردکان مربوط به دوره قاجار است و در شهرستان اردکان، ورودی راسته بازار زرین واقع شده و این اثر در تاریخ ۱۶ شهریور ۱۳۸۳ با شمارهٔ ثبت ۱۱۰۷۲ به‌عنوان یکی از آثار ملی ایران به ثبت رسیده است.